# 1967 год в науке
В 1967 году были различные научные и технологические события, некоторые из которых представлены ниже.

## События

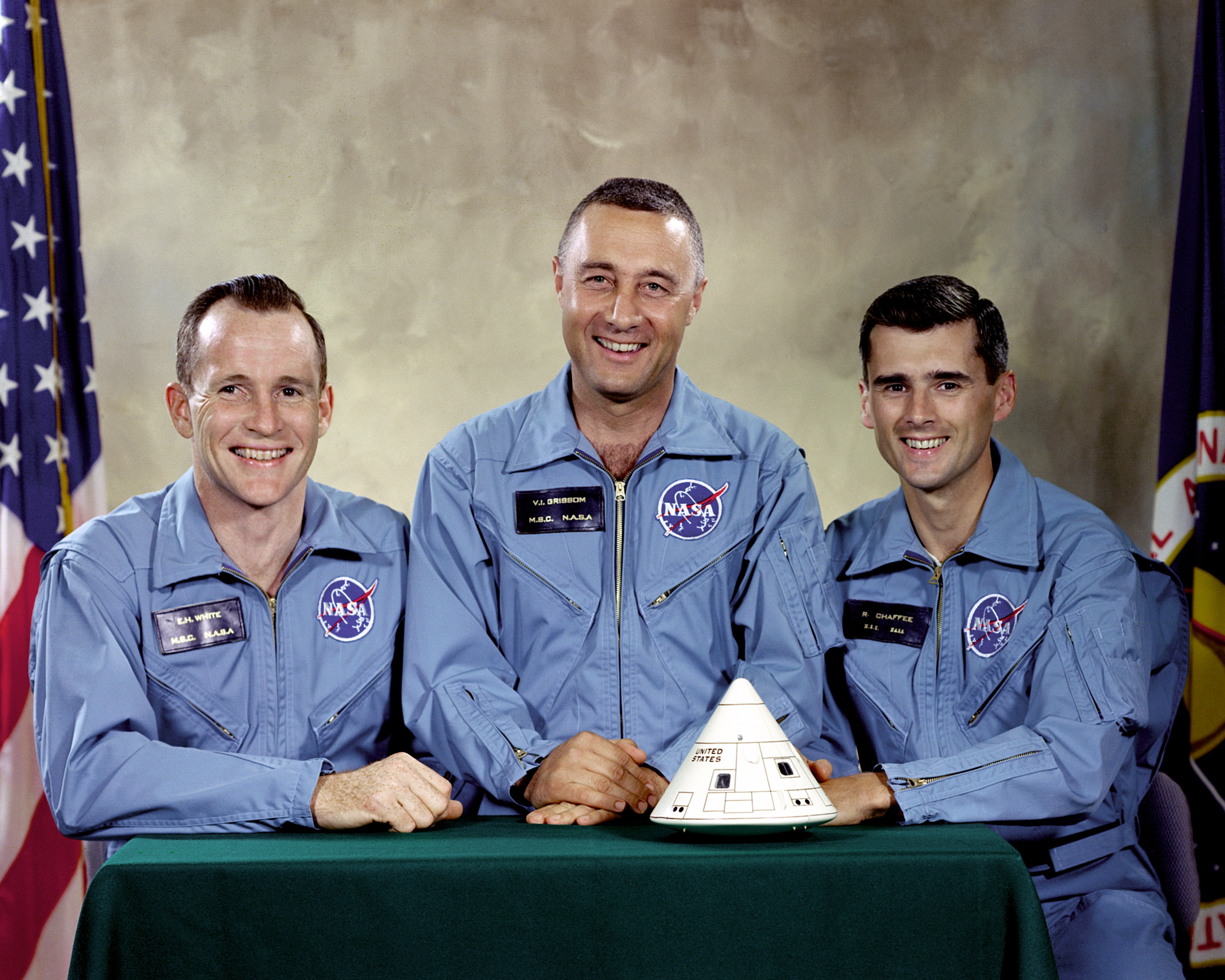
Экипаж «Аполлона-1» Эдвард Уайт, Гас Гриссом и Роджер Чаффи

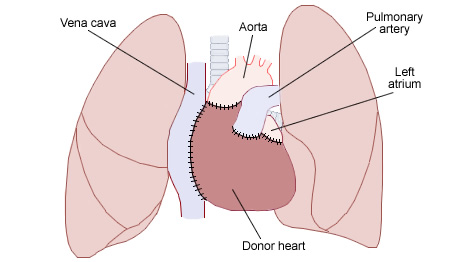
Размещение донорского сердца в грудной клетке пациента

- 27 января — на космодроме мыса Канаверал при проведении наземных испытаний ракеты-носителя «Сатурн-1B» и космического корабля «Аполлон-1» произошёл пожар в кабине корабля. В этот момент в ней находились американские астронавты Вирджил Гриссом, Эдвард Уайт и Роджер Чаффи. Все три астронавта погибли.
- 24 апреля — полное лунное затмение затмение в экваториальной зоне Земли (фаза 1,34)[1].
- 24 апреля — близ Орска при посадке разбился спускаемый аппарат космического корабля «Союз-1» с лётчиком-космонавтом Владимиром Комаровым на борту. Причиной аварии стало нераскрытие парашюта, космонавт погиб.
- 9 мая — частное солнечное затмение (максимальная фаза 0,7201)[2].
- 8 июня — была создана Международная комиссия по истории геологических наук (INHIGEO).
- 17 июня — Китайская Народная Республика объявляет об успешном испытании своей первой водородной бомбы.
- 18 октября — полное лунное затмение затмение в южном полушарии (фаза 1,14)[1].
- 30 октября — впервые в космосе произведена автоматическая стыковка кораблей: ими стали советские «Космос-186» и «Космос-188».
- 2 ноября — полное солнечное затмение (максимальная фаза 1,0126)[3].
- 3 декабря — в госпитале Грут Шут, Кейптаун (ЮАР) проведена первая в истории медицины операция по пересадке сердца; её провёл профессор Кристиан Барнард, трансплантировав сердце смертельно раненой 25-летней женщины 55-летнему больному.
- Альберт Леван избран членом Королевской Шведской Академии Наук.
  - Шведская Королевская Академия Наук рекомендовала биотестирование Allium test с использованием Allium cepa как стандартный тест объект в цитогенетических исследованниях.
- Виктор Веселаго предсказал возможность существования материалов с отрицательным показателем преломления[4].

## Достижения человечества

### Открытия
- Стивеном Вайнбергом, Шелдоном Глэшоу и Абдусом Саламом создана теория электрослабого взаимодействия.
- В марте американские учёные объявили об открытии красного технеция — продукт окисления технеция красного цвета[5].
- В июне были открыты пульсары Джоселин Белл, аспиранткой Э. Хьюиша на меридианном радиотелескопе Маллардской радиоастрономической обсерватории Кембриджского университета на длине волны 3,5 м (85,7 МГц).

### Изобретения
- Джон Шепард-Баррон изобрёл банкомат

### Новые виды животных
- Животные, описанные в 1967 году

## Награды
- Нобелевская премия
  - Физика — Ханс Альбрехт Бете, «За вклад в теорию ядерных реакций, особенно за открытия, касающиеся источников энергии звёзд».
  - Химия — Манфред Эйген, «За исследования экстремально быстрых химических реакций, стимулируемых нарушением равновесия с помощью очень коротких импульсов энергии». Рональд Джордж Рейфорд Норриш и Джордж Портер, «За проведённое ими исследование сверхбыстрых химических реакций с помощью смещения молекулярного равновесия очень коротким импульсом».
  - Медицина и физиология — Рагнар Гранит, Кеффер Хартлайн, Джордж Уолд, «За открытия, связанные с первичными физиологическими и химическими зрительными процессами, происходящими в глазу».
- Премия Тьюринга (информатика)
  - Морис Винсент Уилкс — «Профессор Уилкс более всего известен как проектировщик EDSAC, первого компьютера, допускающего внутреннее хранение программ. Построенный в 1949, EDSAC использовал память на линиях задержки. Он также известен, в соавторстве с Виллером и Гиллом как автор книги „Preparation of Programs for Electronic Digital Computers“, 1951 года, в которой вводится важнейшее понятие библиотеки».
- Большая золотая медаль имени М. В. Ломоносова
  - Сесил Фрэнк Пауэлл (профессор, член Королевского общества Великобритании) — за выдающиеся достижения в области физики элементарных частиц.
  - Игорь Евгеньевич Тамм — за выдающиеся достижения в теории элементарных частиц и других областях теоретической физики.
- Другие награды АН СССР
  - Премия имени Н. Г. Чернышевского — Марк Моисеевич Розенталь — советский философ, доктор философских наук — за монографии «Ленин и диалектика» (1963) и «Диалектика „Капитала“ К. Маркса» (1967)[6].
  - Премия имени В. Г. Белинского — Иван Иванович Анисимов, член-корреспондент АН СССР, директор ИМЛИ АН СССР — за книгу «Новая эпоха всемирной литературы»[7].

## Скончались
- 24 апреля — Владимир Михайлович Комаров, советский космонавт, полковник ВВС. Дважды Герой Советского Союза. Награждён орденом Ленина, орден Красной Звезды и медалями. Погиб во время посадки после выполнения полёта на космическом корабле «Союз-1» из-за отказа парашютной системы спускаемого аппарата.